# 弗拉基米尔·维克托罗维奇·马扎罗夫
弗拉基米尔·维克托罗维奇·马扎罗夫（俄语：Мазалов, Владимир Викторович，1954年3月6日—），俄罗斯数学家，物理与数学科学博士，俄罗斯联邦功勋科学家获得者。

## 生平
1976年，弗拉基米尔·维克托罗维奇·马扎罗夫从列宁格勒国立大学应用数学与过程控制系毕业，同年在该系开始博士学习阶段（导师：祖博夫·弗拉基米尔·伊万维奇，俄语：Зубов Владимир Иванович）。
从1980年开始，在苏联科学院西伯利亚分院赤塔自然资源研究所，在那里他领导一个数学建模实验室，之后被任命为研究所所长（期间：1993年-1998年）